# Hôtel Lambert
Pour les articles homonymes, voir Lambert.
L’hôtel Lambert est un hôtel particulier situé dans l’île Saint-Louis, au no 2 de la rue Saint-Louis-en-l'Île dans le 4e arrondissement de Paris.
Cet hôtel, dont la façade, la rotonde et le jardin sont parmi les plus remarquables de Paris, a été bâti en 1640 par Louis Le Vau. Les peintres Charles Le Brun et Eustache Le Sueur travaillèrent cinq ans à décorer l’intérieur. On doit à Le Brun une galerie d’Hercule qui annonce la galerie des Glaces de Versailles.
En 2022, l'homme d'affaires français Xavier Niel en devient propriétaire.

## Histoire

### Sous l'Ancien Régime

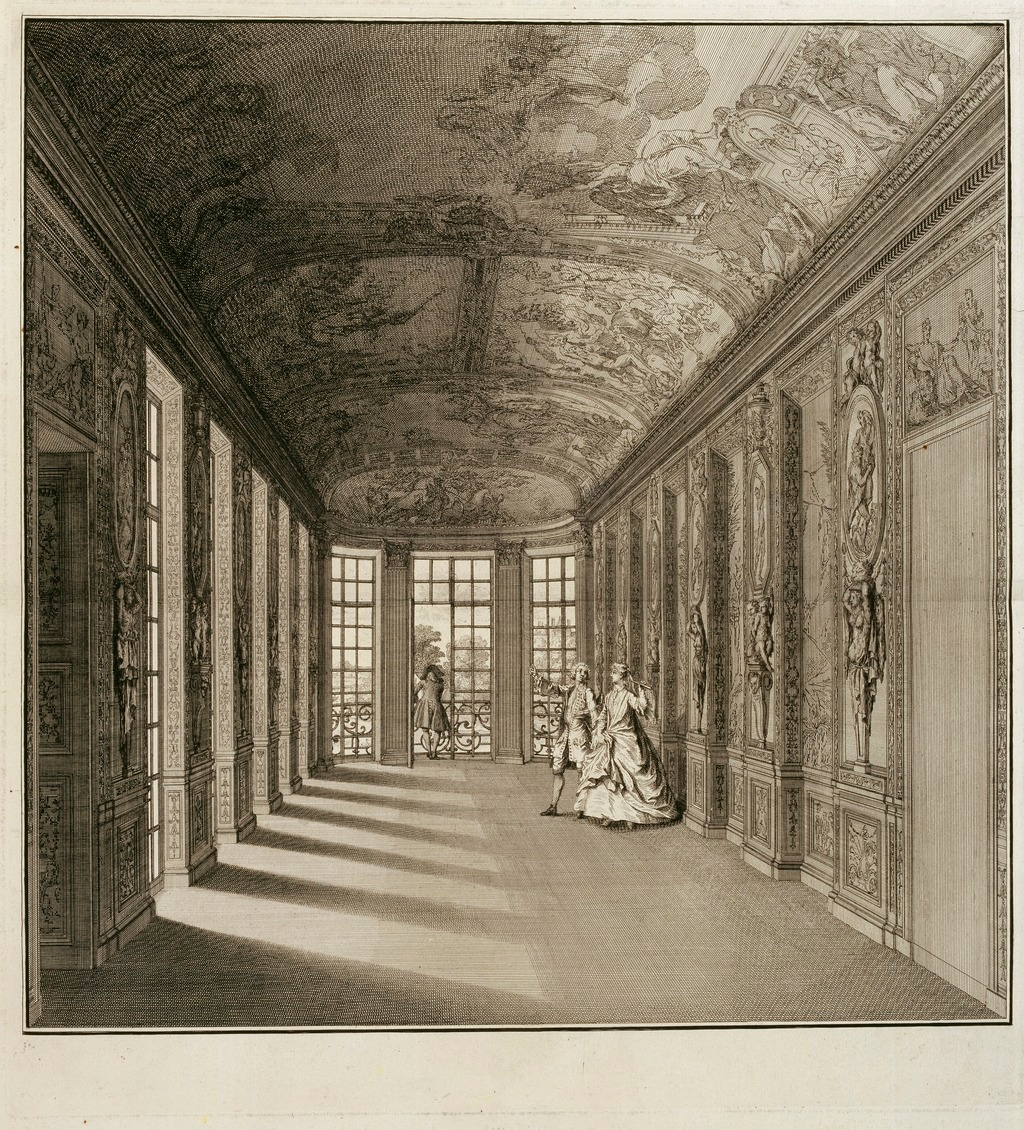
La galerie d’Hercule de l’hôtel Lambert. Gravure de Bernard Picart.

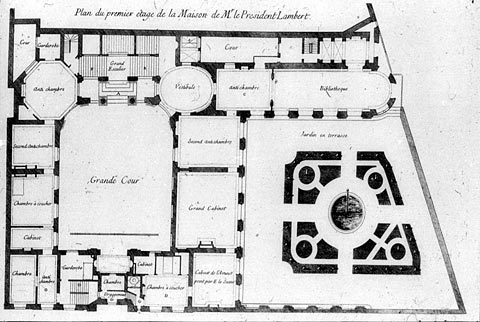
Plan d’ensemble de l'hôtel Lambert par Le Vau (v. 1640).

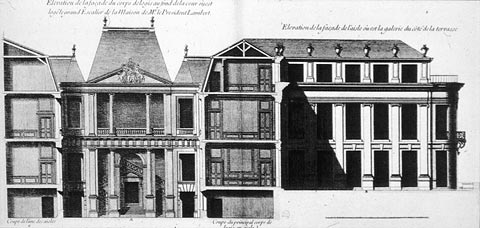
Élévations et coupe sur les ailes de l’hôtel Lambert (1655-1656), relevées par Blondel (?).

Cet hôtel a été construit par Louis Le Vau pour un financier, commis du surintendant Bullion, qui avait très jeune fait fortune - notamment dans des opérations immobilières : Jean-Baptiste Lambert de Thorigny. À sa mort, quatre ans après, c’est son frère Nicolas Lambert de Thorigny dit Lambert le Riche, président à la Chambre des comptes, qui en devient propriétaire. 
Sa charge, qu’il remplit pendant 46 ans, lui procura une immense fortune et il possédait plus de 14 maisons dans l’île Saint-Louis. Il fut condamné à une amende d’un million de livres pour sa compromission au moment du procès de Fouquet.
Charles Le Brun y exécuta sa première œuvre monumentale, la galerie d'Hercule. Le Cabinet de l'Amour, décoré entre 1646 et 1647, comprenait un lambris, dans lequel étaient enchâssées des peintures sur toile. Le registre supérieur accueillait une Histoire d'Enée pour laquelle François Perrier réalisa Enée et ses compagnons combattant les Harpies, conservée au musée du Louvre. Le niveau médian comportait une série de treize paysages lors de l'inventaire après décès de Nicolas Lambert et seulement de onze en 1776, lors de leur acquisition par le Roi. Un des paysages est de Pierre Patel. Le Paysage au pont de Mauperché est conservé au musée du Louvre. Le soubassement et le plafond étaient consacrés au thème de l'Amour. 
Après 1650, Eustache Le Sueur peignit pour le Cabinet des Muses cinq panneaux représentant les neuf Muses, évoquant les arts. L'ensemble est à présent conservé au musée du Louvre, et comprend Clio, Euterpe et Thalie, mais aussi Melpomène, Érato et Polymnie. Parmi les autres artistes à qui fut confiée la décoration, il faut également citer Gianfrancesco Romanelli, Herman Swanevelt et Jan Asselyn.
En 1732, la propriété est acquise par le fermier général, Claude Dupin avec sa belle-mère, Madame de Fontaine. Madame Dupin tient à l'hôtel Lambert, comme au château de Chenonceau, ou à l'hôtel de Vins rue Plâtrière, un salon littéraire des plus brillants, recevant notamment Voltaire, Fontenelle, Marivaux, Montesquieu, Buffon, Marmontel, Mably, Grimm, Bernis et Rousseau.

Le 31 mars 1739, Claude Dupin vend l'hôtel à Florent Claude, marquis du Châtelet, époux de Gabrielle Émilie de Breteuil : 

« Puis c’est madame du Châtelet qui voulut acheter cette splendide demeure : la maison particulière de Paris la plus ornée de belles curiosités, avec ses plafonds, ses dessus de porte, ses murs décorés par Le Brun et Le Sueur. « Monsieur du Châtelet, écrit la marquise, sera à Paris le 26 ou le 27 (février 1739), il ira pour la maison de Dupin. Je ne sais s’il l’achètera, mais je sais bien que je la désire infiniment. » Monsieur du Châtelet l’acheta pour la revendre peu après à un nouveau financier, Marin de la Haye. Où donc ce dernier venu et dernier occupant avait-il pu réunir les six ou sept cent mille livres qu’une semblable acquisition réclamait, sans compter le grand entretien qu’elle devait lui coûter dès son entrée en possession, sans compter la dépense qu’il faisait à sa résidence de Draveil (luxueuse entre toutes les luxueuses habitations) ? »

— Henri Thirion, extrait de La Vie des financiers au XVIIIe siècle, 1895
La marquise du Châtelet vend l’hôtel en 1745, au fermier général Marin de la Haye (1684-1753), qui habite alors l'hôtel de Bretonvilliers voisin. Ce fermier général dépense plus d'un million de livres pour le remettre en état. Après sa mort, il passe successivement dans les mains de son frère Salomon de La Haye (1691-1764), de son neveu Charles-Marin dit Benjamin (1736-1790) et de son petit-neveu Étienne de La Haye (1757- guillotiné le 8 mai 1794 avec 27 fermiers généraux). 
Ses héritiers cèdent au roi Louis XVI, en 1776, pour 500 000 livres, les peintures de Le Sueur que l'on voit maintenant au Musée du Louvre, puis vendent l'hôtel, en 1781, au correcteur aux comptes, Achille-René Davène, seigneur de Fontaine. À la mort de ce dernier, l'hôtel revient à son fils Barthélemy Davène de Fontaine qui émigre à la Révolution. Confisqué en 1794, il sera restitué en 1802 et revendu, en 1813, à Jean Pierre Bachasson, comte de Montalivet, ministre de l’Intérieur de Napoléon.

### XIXesiècle,XXesiècle
Le 7 juin 1843, l'hôtel est acquis pour 175 538 francs par la princesse polonaise Anna Czartoryska, née Sapieha, qui l'offre trois jours plus tard à sa fille Izabella. Les indispensables travaux de rénovation coûtent 131 691 francs. En 1857, la princesse Czartoryska achète également l'immeuble voisin, l'hôtel Le Vau, du XVIIe siècle, situé au 3, quai d’Anjou et construit par Le Vau pour lui-même car il avait épousé la fille d’un notaire, propriétaire du terrain voisin à celui de l’hôtel Lambert, dont la façade en est la continuation. Les quatre premiers enfants de Le Vau naquirent ici et sa mère y mourut. Lui-même habita cet hôtel de 1642 à 1650, alors qu’il travaillait à l’hôtel Lambert. À la suite de sa disparition en 1670, sa maison devint la propriété de la famille de La Haye. C'est la princesse Czartoryska qui fait donc réunir l'hôtel Lambert et l'hôtel Le Vau et ils restent ainsi depuis.
Des architectes tels que Eugène Viollet-le-Duc, Paul Farochon, Gabriel Ruprich-Robert et Alcimé Soulas sont chargés de travaux. Eugène Delacroix se voit confier la remise en état de la galerie d'Hercule qui depuis 1813 avait logé un atelier de matelassières, puisque l'hôtel appartenait à une entreprise de fournitures de literie militaire. Les dépenses augmentent constamment, mais les Czartoryski sont résolus à ce que leur demeure retrouve son ancienne splendeur.

Le prince Adam Czartoryski est le chef d'une des premières familles polonaises, l'un des principaux artisans du traité de Tilsit et le président du gouvernement national polonais durant l'insurrection de 1830-1831 contre les Russes. C’est à cause de ce dernier rôle que le tsar Nicolas Ier confisque tous ses biens polonais situés sur les territoires polonais occupés par la Russie et le condamne à la peine de mort. Le prince Czartoryski s’exile d'abord à Londres où il cherche le soutien des Britanniques en faveur de la cause polonaise, mais, faute de résultat, il décide d’essayer l’option française. C'est sur le conseil de Frédéric Chopin et 

« grâce au conseil d'Eugène Delacroix que le prince Adam Czartoryski a pu acquérir l’un des plus beaux hôtels particuliers de la capitale, l’hôtel Lambert […] . »

— James Stourton, Petits musées, grandes collections, éd. Scala, 2003, p. 168 à 173
Au XIXe siècle, l'île Saint Louis a déjà perdu son caractère résidentiel et l'éloignement du centre mondain de Paris plaide contre cette acquisition, mais l'activité du prince Czartoryski transforme à nouveau le quartier. Un siècle plus tard, l'historien Marceli Handelsman écrit : 

« Avec l'acquisition de l'hôtel Lambert en 1843, la famille se trouva une résidence, une cour, un salon, un siège et un secrétariat qui allait faire rayonner la politique polonaise dans toute l'Europe pendant vingt ans. »

Patriote polonais, le prince Czartoryski contribue activement à maintenir vivante la « question polonaise » dans les chancelleries européennes alors que l’État polonais n'existe plus, occupé par trois puissances voisines. La maison du prince rassemble le parti aristocratique conservateur de l’émigration polonaise parmi lesquels figurent Władysław Zamoyski, Ludwik Bystrzonowski, Stanisław Barzykowski, G. Małachowski ou Walerian Kalinka.
Le prince Czartoryski et son épouse Anna Czartoryska née Sapieha emploient tous leurs moyens financiers, leurs contacts personnels et leurs liens familiaux pour soutenir les émigrés polonais et promouvoir l’idée de rétablissement d’une Pologne indépendante. Ils créent de nombreuses institutions polonaises, telles que la Bibliothèque polonaise, la Société historique et littéraire polonaise, l'Institut pour les jeunes filles polonaises et l'Œuvre de Saint Casimir pour accueillir les compatriotes les plus démunis. Toutes ces institutions sont toujours en activité de nos jours.
La précieuse collection des objets d'art constituée par la princesse Izabela Czartoryska, mère du prince, qui a pu être sauvée du domaine familial de Puławy, est déposée à l'hôtel.

Les Czartoryski donnent à l’hôtel Lambert des fêtes somptueuses et l’hôtel devient un foyer culturel polonais au-delà des sympathies politiques confessées par les invités. C'est le plus grand centre politique, culturel et social polonais hors de Pologne. On y rencontre Adam Mickiewicz, Alphonse de Lamartine, Frédéric Chopin, Juliusz Słowacki, George Sand, Eugène Delacroix, Zygmunt Krasiński, Honoré de Balzac, Hector Berlioz, Franz Liszt et bien d'autres. C’est pour son grand bal annuel que Chopin compose nombre de ses polonaises. Celui du carnaval de 1846 voit arriver 3 500 personnes, dont George Sand avec sa fille Solange Dudevant et sa petite cousine et protégée Augustine Brault. 

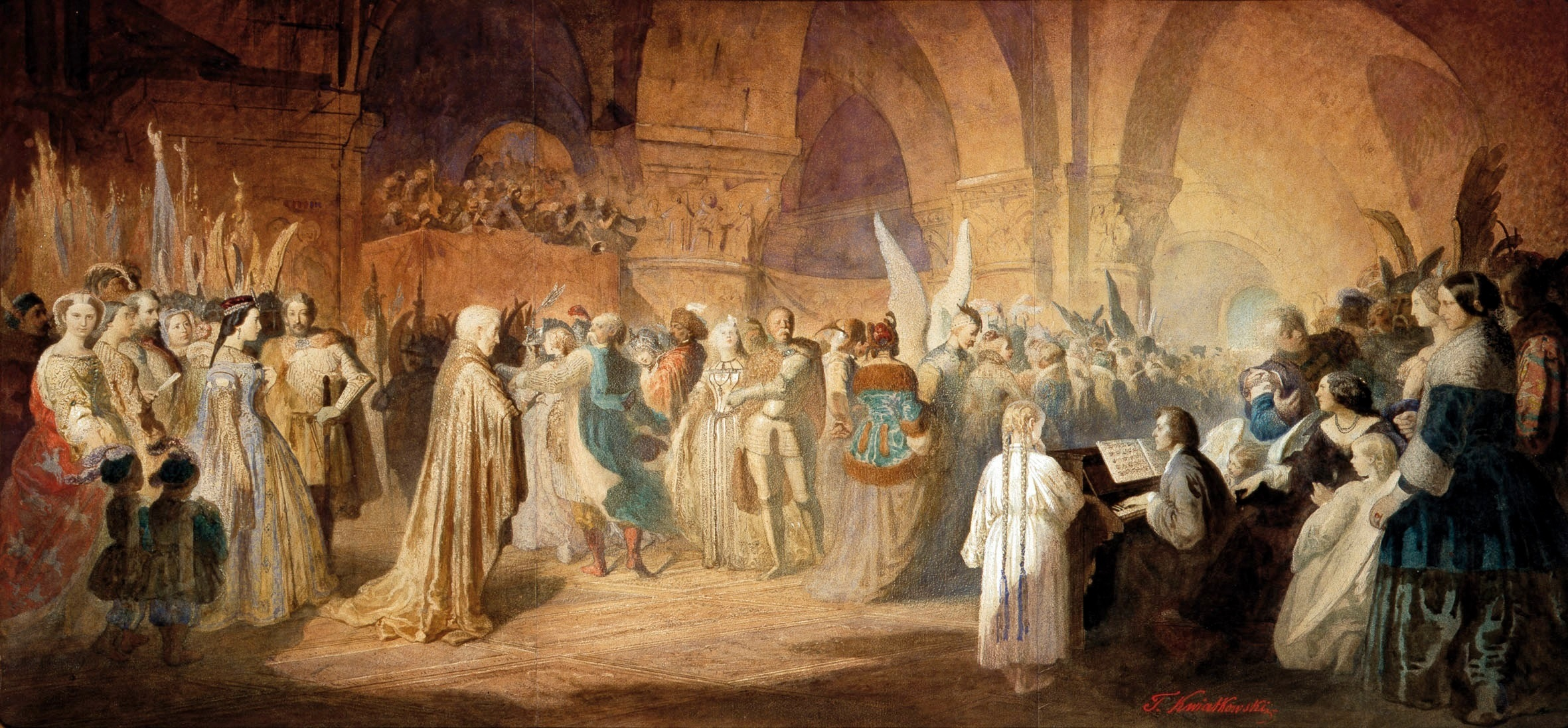
Polonaise de Chopin : Bal à l’hôtel Lambert Gouache de Teofil Kwiatkowski.

Le prince Adam meurt en 1861, à l’âge de 90 ans  mais son hôtel, classé en 1862 monument historique, demeure un symbole fort de la lutte pour l’indépendance polonaise.
Son fils aîné Władysław Czartoryski qui épouse en 1872 en secondes noces Marguerite d'Orléans, fille du duc de Nemours, soutient la faction des «Blancs», pendant le soulèvement polonais de 1863-1864. Après la chute de l'insurrection, les émigrés polonais de l'hôtel Lambert fondent une agence de presse, Nord-Est pour fournir à la presse occidentale, et surtout aux journaux français, des informations sur la situation réelle en Pologne, en s'opposant ainsi à la propagande russe sur la question polonaise. L'agence joue un rôle important lors de l'affaire de la Dépêche d'Ems.
En 1878, Władysław Czartoryski rapatrie à Cracovie la collection de sa grand-mère et l'ouvre au public. Ce musée des Prince Czartoryski, dont La Dame à l'hermine de Léonard de Vinci est sa pièce la plus précieuse, s'y trouve toujours.

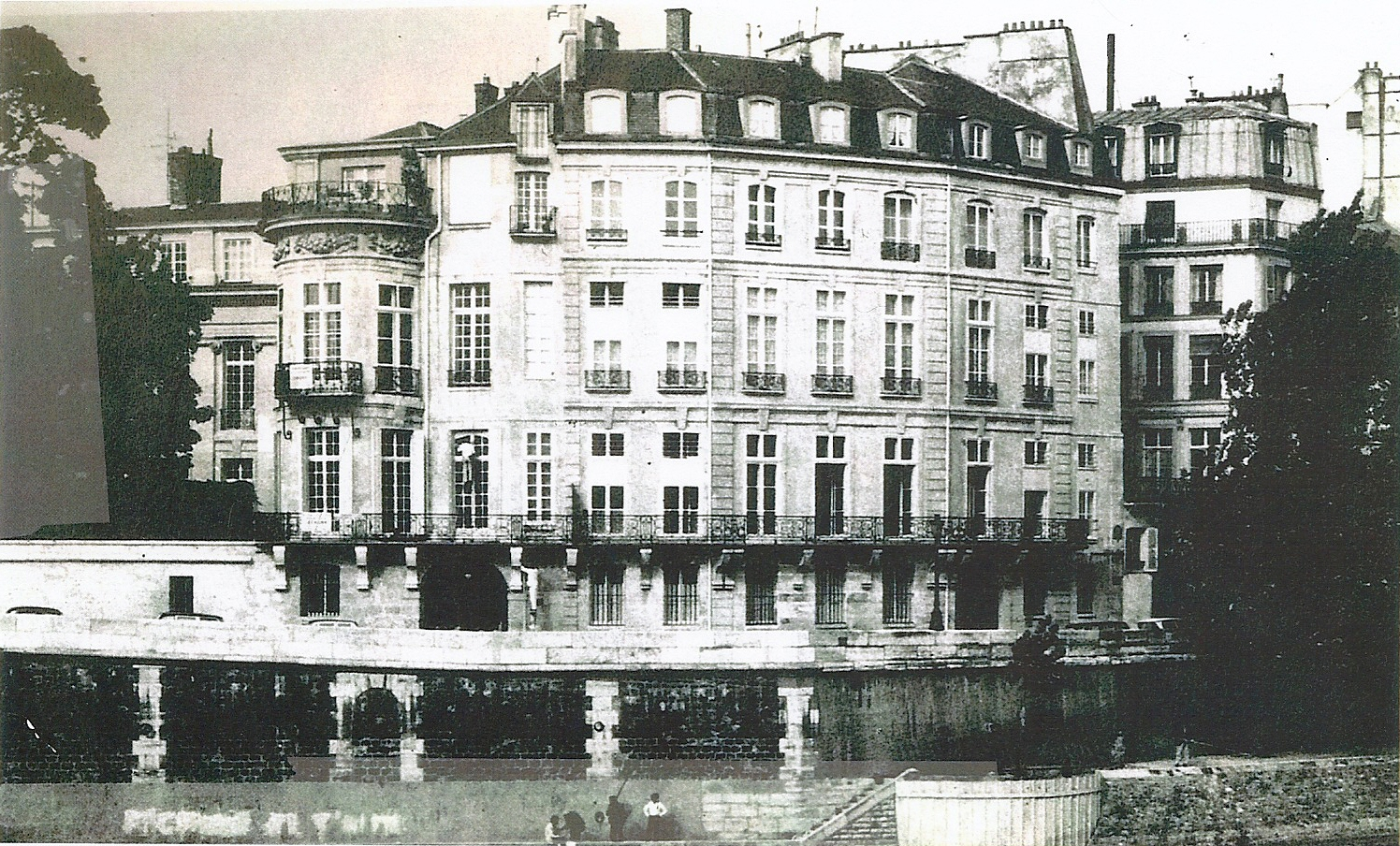
Les deux hôtels et le quai d’Anjou vus depuis la Seine, première moitié du XXe siècle, photographie de Pierre Dubard (?).

L’hôtel Lambert redevient un centre important de la vie politique polonaise dans les années 1944-1945, lorsqu’il sert de siège pour le Deuxième corps polonais qui s'est illustré par la prise du monastère du Mont Cassin en mai 1944 et a ouvert aux armées alliées la route vers Rome. Son chef, le général Władysław Anders cherche en France du soutien pour la Pologne au moment où la libération soviétique fait planer le risque d’une occupation. Après 1945, l'hôtel accueille de nouveaux émigrés polonais que l'occupation soviétique empêche de rentrer en Pologne : Jerzy Giedroyc et Józef Czapski (avant l'installation de leur célèbre revue Kultura à  Maisons-Laffitte).
L'hôtel reste entre les mains des descendants de la famille Czartoryski jusqu'à 1976, mais les propriétaires n'y font que de courts séjours. 
La famille de l'écrivain et académicien Frédéric Vitoux y loue un appartement à partir de 1906. À partir de 1937, l'hôtel est loué. Ainsi, dans les années 1950 et 1960, l'appartement de l'attique est habité, jusqu'en 1975, par l'actrice Michèle Morgan et son époux, l'acteur Henri Vidal, mort en 1959. 
Une partie de l'hôtel est occupée par le milliardaire chilien Arturo Lopez-Willshaw, dit « le roi du guano », et son compagnon Alexis de Redé. Ce dernier donne dans l'hôtel, le 5 décembre 1969, une fastueuse réception, qui reste dans les annales sous le nom de Bal Oriental. En 1956, il s'était déjà fait remarquer pour y avoir organisé le Bal des Têtes.
Cependant, les coûts croissants d’entretien d’un tel monument au cœur de Paris contraignent son propriétaire, le comte Stefan Adam Zamoyski (en), à vendre le palais.

### XXIesiècle
En 1975, Guy et Marie-Hélène de Rothschild achètent l'hôtel aux descendants Czartoryski, en y maintenant son fastueux locataire. C'est alors que maintes pièces de la célèbre dynastie de collectionneurs d'art, dont le portrait de leur ancêtre Betty, épouse du baron James, par Ingres (1848), viennent orner l'hôtel.

Après la mort de Marie-Hélène de Rothschild, en 1996, celle d'Alexis de Rédé, en 2004, et celle de Guy de Rothschild, en 2007, l'hôtel est vendu par le fils de ce dernier au frère de l’émir du Qatar, Abdallah Bin Khalifa-Al-Thani, qui souhaitait le moderniser (ascenseurs, climatisation, garage creusé sous le jardin). 

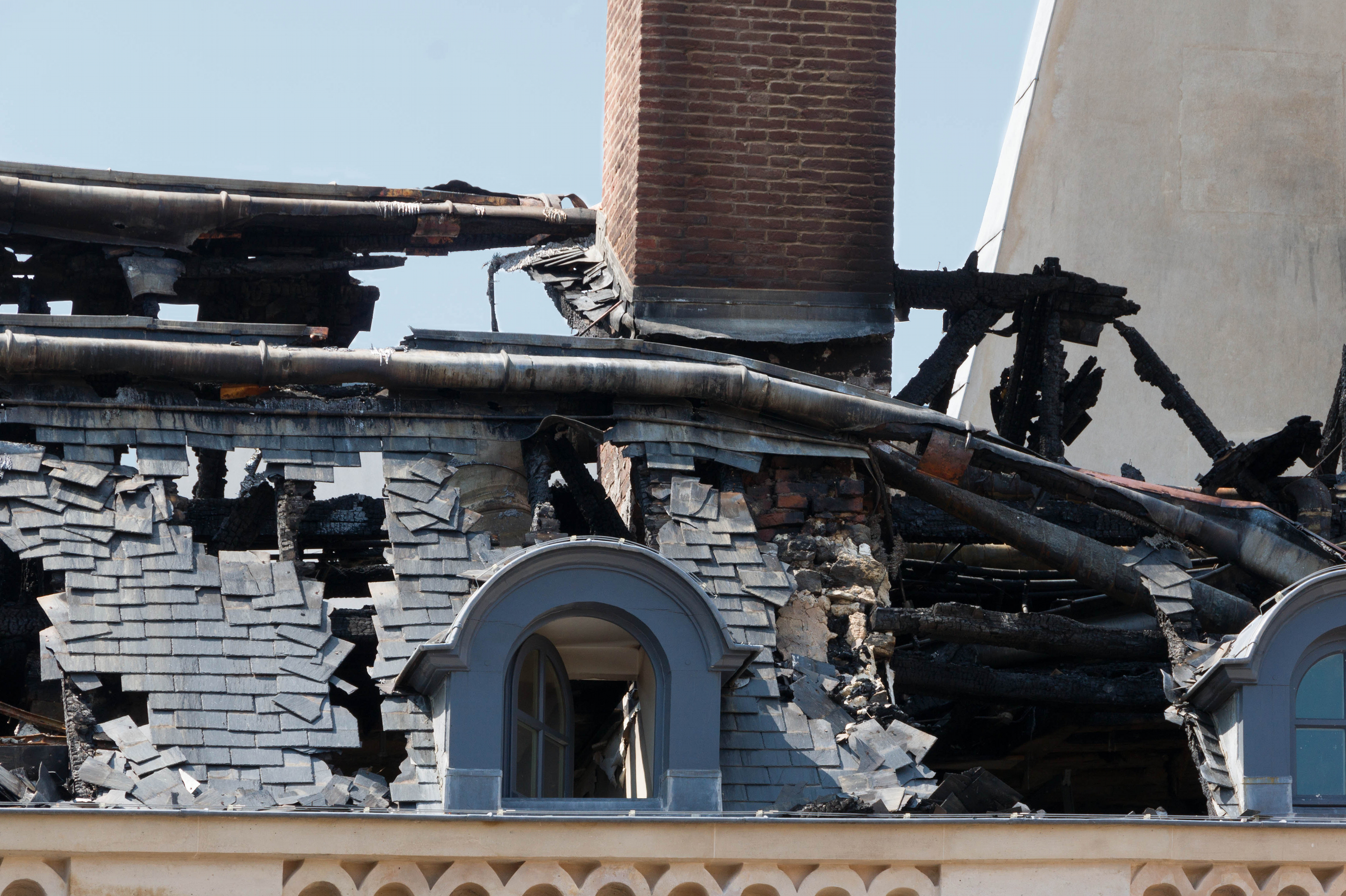
Après l'incendie du 10 juillet 2013.

L'ascenseur à voitures que voulait installer le nouveau propriétaire marque les esprits. De nombreuses personnalités s'opposent alors à ces transformations qui mettent en danger l'édifice. Trois recours, dont l’un gracieux auprès du ministre de la Culture, en vue d’obtenir la suspension, l’annulation et le retrait de la décision du 11 juin 2009 autorisant les travaux à l’hôtel Lambert sont portés par l’association Sauvegarde et mise en valeur du Paris historique, notamment en les personnes de Pierre Housieaux, son président, et de Jean-François Cabestan (architecte du patrimoine et maître de conférences à Paris I). Ces recours amènent le juge des référés à suspendre le permis de construire, le 15 septembre 2009, dans l’attente d'un jugement au fond.
Le 22 janvier 2010, le ministère de la Culture annonce la signature d'un accord amiable entre le propriétaire et l’association Sauvegarde et mise en valeur du Paris historique, représentée par son président Pierre Housieaux.
Un important incendie se déclare dans la nuit du 9 au 10 juillet 2013, faisant de nombreux dégâts irréversibles notamment dans les derniers étages et le toit, qui s'est effondré sur le Cabinet des bains peint par Eustache Le Sueur,. Les travaux de restauration se sont poursuivis et l'extérieur du bâtiment a été achevé en février 2018.
En février 2022, l'agence de presse Bloomberg annonce que le milliardaire français Xavier Niel a acheté le bâtiment pour plus de 200 millions d'euros. Il n'a pas l'intention d'y habiter mais désire y installer une fondation culturelle.

## Description
Le bâtiment se compose d'un rez-de-chaussée affecté aux communs, et de deux étages d'habitation, le tout autour d'une cour. Le premier étage comporte une suite de réceptions et le second les appartements.
La galerie d'Hercule est ornée d'un plafond peint par Charles Le Brun, vers 1650. Les bas-reliefs sont de Gérard Van Opstal. Elle a inspiré en 1713 à Bernard Picart et à son élève Louis Surugue une suite de gravures descriptives que conserve le musée Carnavalet.